# Wiliberg
Wiliberg est une commune suisse du canton d'Argovie, située dans le district de Zofingen.

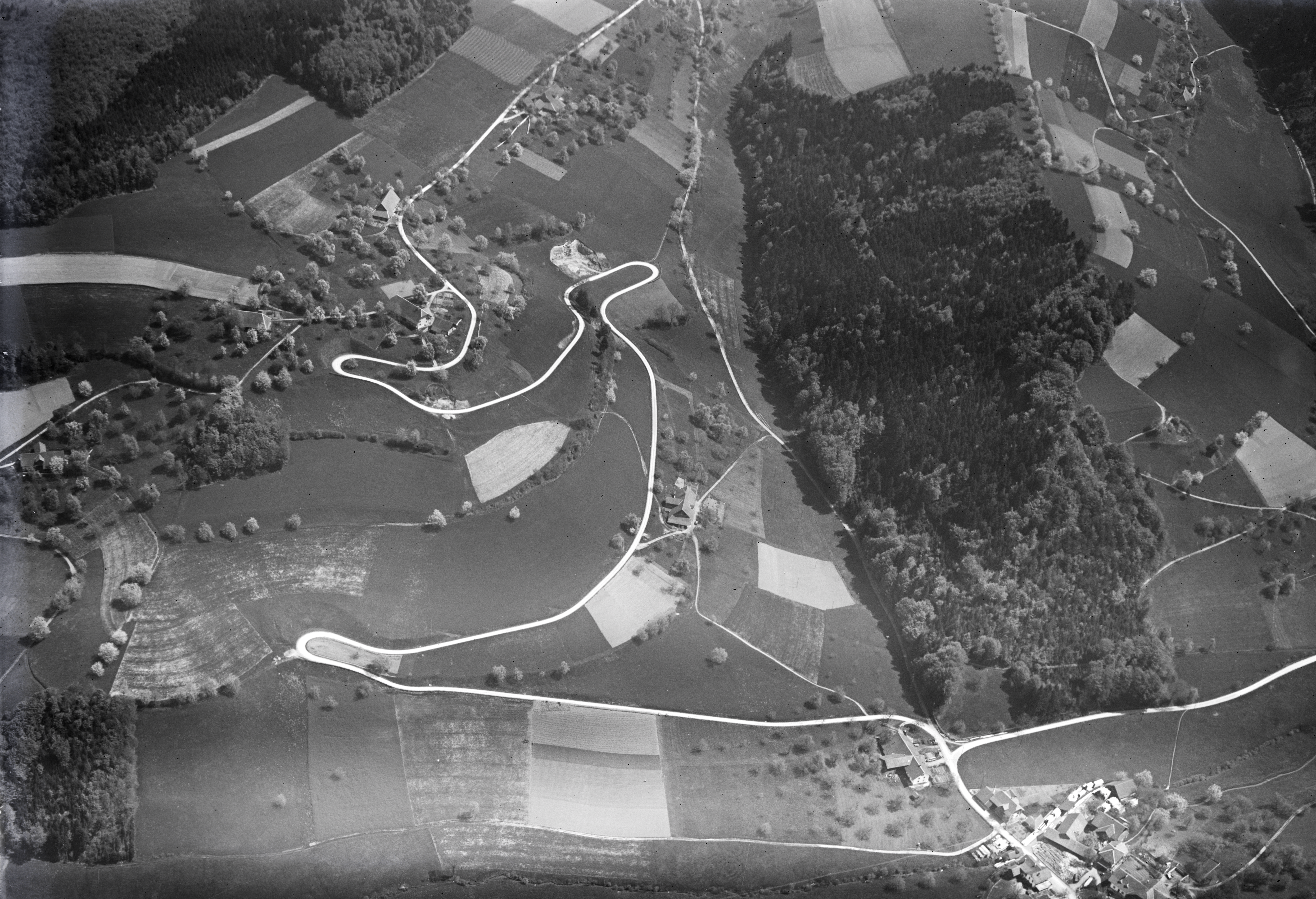
Photo aérienne de Walter Mittelholzer (entre 1919 et 1937).